# Marisa Carrasco
Marisa Carrasco (* in Mexiko-Stadt) ist eine mexikanische Psychologin und Professorin an der New York University.
Carrasco studierte an der Nationalen Autonomen Universität von Mexiko (UNAM) und wurde an der Princeton University promoviert. Von 1989 bis 1995 war sie Assistant Professor an der Wesleyan University.
Seit 1995 ist sie an der New York University tätig. Dort war sie zunächst Associate Professor, dann seit 2002 Professorin und hat seit 2019 die Position des Julius Silver Professor of Psychology and Neural Science inne.
Ihr Forschungsgebiet ist Visuelle Wahrnehmung und Aufmerksamkeit. Die Forschungen betreffen neben gesunden Probanden auch Patienten mit ADHS und anderen Krankheiten. Eine Spezialisierung der Forschung betrifft die Wechselwirkungen von Augenbewegungen und Aufmerksamkeit. Eingesetzte Methoden ihrer Forschungen sind Funktionelle Magnetresonanztomographie (fMRI), Magnetoenzephalographie (MEG), Elektroenzephalographie (EEG) und Transkranielle Magnetstimulation (TMS).
Carrasco publizierte weit mehr als 100 wissenschaftliche Veröffentlichungen, laut Researchgate (Stand Mai 2023) 399 Publikationen. Laut Google Scholar hat sie einen h-Index von 79, laut Datenbank Scopus einen von 55 (jeweils Stand Mai 2023).
2011/12 war sie Präsidentin der Vision Sciences Society.

## Schriften
- M. Carrasco, B. McElree: Covert attention accelerates the rate of visual information processing. In: Proc Natl Acad Sci U S A. Band 98, Nr. 9, 24. Apr 2001, S. 5363–5367. doi:10.1073/pnas.081074098. Epub 2001 Apr 17.
- Marisa Carrasco: Covert attention increases contrast sensitivity: psychophysical, neurophysiological and neuroimaging studies. In: Visual perception. 1. Fundamentals of vision : low and mid-level processes in perception. (= Progress in Brain Research. Volume 154). Band 1, 2006, ISBN 0-444-52966-7, S. 33–70, doi:10.1016/S0079-6123(06)54003-8.
- Marisa Carrasco: Visual attention: The past 25 years. In: Vision Research. Volume 51, Nr. 13, 2011, S. 1484–1525, doi:10.1016/j.visres.2011.04.012.
- K. Anton-Erxleben, M. Carrasco: Attentional enhancement of spatial resolution: linking behavioural and neurophysiological evidence. In: Nat Rev Neurosci. Band 14, Nr. 3, Mar 2013, S. 188–200. doi:10.1038/nrn3443.
- M. Carrasco: Spatial attention: Perceptual modulation. In: S. Kastner, A. C. Nobre (Hrsg.): The Oxford handbook of attention. Oxford University Press, 2014, S. 183–230.
- L. Dugué, M. Roberts, M. Carrasco: Attention Reorients Periodically. In: Curr Biology. Band 26, 2016, S. 1595–1601.
- Marisa Carrasco, Antoine Barbot: Spatial attention alters visual appearance. In: Current Opinion in Psychology. Volume 29, 2019, S. 56–64, doi:10.1016/j.copsyc.2018.10.010.
- H. H. Li, J. Pan, M. Carrasco: Different computations underlie overt and covert spatial attention. In: Nature Human Behavior. Band 5, 2021, S. 1418–1431. doi:10.1038/s41562-021-01099-4.
- H. H. Li, N. M. Hanning, M. Carrasco: To look or not to look: Dissociating Presaccadic and Covert Attention. In: Trends in Neurosciences. Band 44, Nr. 8, 2021, S. 669–686. doi:10.1016/j.tins.2021.05.002.
- S. C. Hung, M. Carrasco: Microsaccades as a long-term oculomotor correlate in visual perceptual learning. In: Psychon Bull Rev. Band 30, Nr. 1, Feb 2023, S. 235–249. doi:10.3758/s13423-022-02151-8.
- M. M. Himmelberg, J. Winawer, M. Carrasco: Polar angle asymmetries in visual perception and neural architecture. In: Trends Neurosci. Band 46, Nr. 6, Jun 2023, S. 445–458. doi:10.1016/j.tins.2023.03.006.
- Himmelberg, M. M., Tünçok, E., Gomez, J., Grill-Spector, K., Carrasco, M., & Winawer, J. (2023): Comparing retinotopic maps of children and adults reveals a late-stage change in how V1 samples the visual field. Nature communications, 14(1), 1561.
- Simran Purokayastha, Mariel Roberts, Marisa Carrasco: Do microsaccades vary with discriminability around the visual field? In: Journal of Vision. Band 24, Nr. 6, 2024, S. 11, 1–19.
- H. Palmieri, M. Carrasco: Task demand mediates the interaction of spatial and temporal attention. In: Sci Rep. Band 14, 2024, S. 9228. doi:10.1038/s41598-024-58209-1.

## Auszeichnungen
- 2021 Mitglied der National Academy of Sciences[4]
- 2021 Davida Teller Award der Vision Sciences Society
- 2022 Andrew Carnegie Prize in Mind and Brain Sciences
- 2022 Mitglied der Society of Experimental Psychologists
- 2023 Mitglied der American Academy of Arts and Sciences